# Teorema di equipartizione dell'energia
Il teorema di equipartizione dell'energia permette di valutare l'entità dell'energia interna di un sistema termodinamico sulla base di una trattazione classica, non considerando dunque la quantizzazione dell'energia: essa è fondata sulla meccanica statistica classica, cioè la descrizione newtoniana o descrizioni più generali, come la formulazione hamiltoniana, con particolare riferimento alle ipotesi della teoria cinetica dei gas.
Esso afferma:
«Per ogni grado di libertà quadratico che compone il moto complessivo di una particella, esiste un contributo di energia pari a {\displaystyle {\frac {1}{2}}T}, ovvero {\displaystyle {\frac {1}{2}}k_{B}T_{a}}, ovvero {\displaystyle {\frac {1}{2}}k_{B}T_{a}} per mole»
dove T è la temperatura fondamentale, Ta la temperatura assoluta, kB è la costante di Boltzmann e R la costante universale dei gas.

## Descrizione
L'energia interna di un sistema materiale si può definire come somma dei contributi di energia termica, energia elettronica ed energia al punto zero, definita come energia fondamentale posseduta allo zero assoluto.
Schematizzando, questi sono i contributi energetici:
- energia termica
  - energia traslazionale, energia cinetica delle particelle
  - energia rotazionale, dovuta alla rotazione molecolare attorno al proprio baricentro
  - energia vibrazionale, dovuta all'oscillazione degli atomi lungo l'asse di equilibrio corrispondente alla distanza di legame
- energia elettronica, relativa ai livelli energetici degli elettroni
- energia al punto zero, energia posseduta allo zero assoluto e dovuta solamente a vibrazioni fondamentali.

Il teorema è riferito in genere al movimento di una particella nelle tre dimensioni dello spazio. Come mostra l'enunciato, il teorema può essere esteso a {\displaystyle n} dimensioni, compresa quella temporale. In questo caso, si parla di equipartizione della potenza elettrica del corpo, nelle tre dimensioni spaziali e in quella temporale.

## Calcolo dell'energia interna
L'energia interna, uguagliandola all'energia totale, viene calcolata in relazione al numero di atomi costituenti il gas e alla simmetria molecolare.

### Gas perfetto monoatomico
Un gas perfetto monoatomico possiede solamente, oltre all'energia al punto zero, U0, il contributo di energia dovuto all'energia traslazionale, Et, lungo i tre assi cartesiani (3 gradi di libertà) e dell'energia elettronica Ee:
{\displaystyle E_{t}={\frac {1}{2}}mv_{x}^{2}+{\frac {1}{2}}mv_{y}^{2}+{\frac {1}{2}}mv_{z}^{2}={\frac {3}{2}}T}
{\displaystyle u=u_{0}+{\frac {3}{2}}T+E_{e}}

### Gas perfetto biatomico
Un gas perfetto biatomico, oltre al contributo dell'energia al punto zero, dell'energia traslazionale e dell'energia elettronica, possiede anche i contributi dell'energia rotazionale Er e dell'energia vibrazionale Ev. Il movimento rotazionale possiede 2 gradi di libertà (la rotazione lungo l'asse x non è significativa) così come il movimento vibrazionale (vibrazione solamente lungo l'asse di legame ma che implica variazione sia di energia cinetica che potenziale):
{\displaystyle E_{r}={\frac {1}{2}}I\omega _{y}^{2}+{\frac {1}{2}}I\omega _{z}^{2}=T}
{\displaystyle E_{v}=2{\frac {1}{2}}T=T}
{\displaystyle u=u_{0}+{\frac {3}{2}}T+T+T+E_{e}=U_{0}+{\frac {7}{2}}T+E_{e}}

### Gas perfetto poliatomico
Per le molecole poliatomiche lineari, riguardo all'energia rotazionale, valgono le stesse considerazioni fatte per le molecole biatomiche e Er = T (temperatura fondamentale), per mole di gas. Per le molecole angolari entra in gioco anche la rotazione lungo l'asse x: si hanno quindi 3 gradi di libertà rotazionali e
{\displaystyle E_{r}={\frac {3}{2}}T}
Per molecole poliatomiche formate da n atomi, i gradi di libertà vibrazionali si ottengono nel seguente modo:
- molecole lineari, n° gradi di libertà = 3n - 5
- molecole non lineari, n° gradi di libertà = 3n - 6

Quindi, ad esempio, per ogni mole di gas triatomico lineare si ha:
{\displaystyle u=u_{0}+{\frac {3}{2}}T+{\frac {3}{2}}T+2T+E_{e}=U_{0}+5T+E_{e}}
per un gas triatomico non lineare:
{\displaystyle u=u_{0}+{\frac {3}{2}}T+{\frac {3}{2}}T+{\frac {3}{2}}T+E_{e}=U_{0}+{\frac {9}{2}}T+E_{e}}

## Derivazioni
Nell'insieme microcanonico, il sistema è isolato dal resto dell'universo, o quantomeno interagisce molto debolmente con esso, quindi la sua energia totale è effettivamente costante; per essere più precisi, diciamo che l'energia totale H è compresa tra E e E+ΔE. Per una data energia E e l'intervallo ΔE, c'è una regione dello spazio delle fasi Γ in cui il sistema ha questa energia e la probabilità per ogni stato in questa regione dello spazio delle fasi è la stessa, per la definizione di insieme microcanonico. Date queste definizioni, l'equipartizione media delle variabili dello spazio delle fasi xm (possono essere indifferentemente qk o pk) e xn è data da
{\displaystyle {\begin{aligned}{\Bigl \langle }x_{m}{\frac {\partial H}{\partial x_{n}}}{\Bigr \rangle }&={\frac {1}{\Gamma }}\,\int _{H\in \left[E,E+\Delta E\right]}x_{m}{\frac {\partial H}{\partial x_{n}}}\,d\Gamma \\&={\frac {\Delta E}{\Gamma }}\,{\frac {\partial }{\partial E}}\int _{H<E}x_{m}{\frac {\partial H}{\partial x_{n}}}\,d\Gamma \\&={\frac {1}{\rho }}\,{\frac {\partial }{\partial E}}\int _{H<E}x_{m}{\frac {\partial \left(H-E\right)}{\partial x_{n}}}\,d\Gamma ,\end{aligned}}}
dove l'ultimo passaggio è possibile perché E è una costante e non dipende quindi da xn.
Integrando per parti abbiamo la relazione
{\displaystyle {\begin{aligned}\int _{H<E}x_{m}{\frac {\partial (H-E)}{\partial x_{n}}}\,d\Gamma &=\int _{H<E}{\frac {\partial }{\partial x_{n}}}{\bigl (}x_{m}(H-E){\bigr )}\,d\Gamma -\int _{H<E}\delta _{mn}(H-E)d\Gamma \\&=\delta _{mn}\int _{H<E}(E-H)\,d\Gamma ,\end{aligned}}}
dove il primo termine a destra dell'uguaglianza vale zero (può essere riscritto come integrale di H - E sulla ipersuperficie dove H = E).
Sostituendo questo risultato nella precedente equazione si ha
{\displaystyle {\Bigl \langle }x_{m}{\frac {\partial H}{\partial x_{n}}}{\Bigr \rangle }=\delta _{mn}{\frac {1}{\rho }}\,{\frac {\partial }{\partial E}}\int _{H<E}\left(E-H\right)\,d\Gamma =\delta _{mn}{\frac {1}{\rho }}\,\int _{H<E}\,d\Gamma =\delta _{mn}{\frac {\Sigma }{\rho }}.}
Poiché {\displaystyle \rho ={\frac {\partial \Sigma }{\partial E}}} il teorema di equipartizione diventa:
{\displaystyle {\Bigl \langle }x_{m}{\frac {\partial H}{\partial x_{n}}}{\Bigr \rangle }=\delta _{mn}{\Bigl (}{\frac {1}{\Sigma }}{\frac {\partial \Sigma }{\partial E}}{\Bigr )}^{-1}=\delta _{mn}{\Bigl (}{\frac {\partial \log \Sigma }{\partial E}}{\Bigr )}^{-1}=\delta _{mn}T.}
dove T è la temperatura fondamentale.
Abbiamo così ricavato la formulazione generale del teorema di equipartizione dell'energia:
{\displaystyle {\Bigl \langle }x_{m}{\frac {\partial H}{\partial x_{n}}}{\Bigr \rangle }=\delta _{mn}T}

## Calore specifico
L'applicazione del teorema di equipartizione dell'energia permette di calcolare, con l'approssimazione al gas perfetto, il calore specifico dei gas monoatomici e biatomici. I valori ottenuti per i gas poliatomici, invece, si discostano notevolmente dai valori reali a causa della complessità molecolare che determina un aumento delle possibili modalità vibrazionali.
Il calore specifico isocoro (adimensionale, ovvero espresso in unità R) è definito dalla formula
{\displaystyle c_{v}=\left({\frac {\partial u}{\partial T}}\right)_{v}}
dove u è l'energia interna specifica e T è la temperatura fondamentale. Per un gas ideale si può scrivere:
{\displaystyle c_{v}={\frac {du}{dT}}}
Applicando questa relazione sottintendendo U0, costante e indipendente dalla temperatura, e il termine Ee anch'esso indipendente dalla temperatura, per un gas monoatomico (ad esempio gas nobili, vapori di mercurio, ecc.) si ha
{\displaystyle u={\frac {3}{2}}T}
{\displaystyle c_{v}={\frac {d}{dT}}\left({\frac {3}{2}}T\right)={\frac {3}{2}}=12,47{\frac {\text{J}}{\text{mol K}}}}
da cui si può anche ricavare il calore specifico molare isobaro, dalla relazione di Mayer per i gas ideali:
{\displaystyle c_{p}=c_{v}+1}
Per i gas perfetti biatomici, ad esempio H2, O2 e N2, bisogna distinguere i casi a temperature ordinarie da quelli ad alta temperatura.
A temperature ordinarie si ipotizza che la vibrazione non entri in gioco nel determinare il calore specifico. Quindi, ricordando i calcoli precedenti per i gas biatomici, si ha
{\displaystyle c_{v}={\frac {d}{dT}}\left({\frac {5}{2}}T\right)={\frac {5}{2}}=20,79{\frac {\text{J}}{\text{mol K}}}}
Ad alte temperature il calcolo del calore specifico deve tenere conto anche del contributo vibrazionale. Pertanto, ricordando sempre il valore di U precedentemente ottenuto, si ha
{\displaystyle c_{v}={\frac {d}{dT}}\left({\frac {7}{2}}T\right)={\frac {7}{2}}=29,10{\frac {\text{J}}{\text{mol K}}}}
L'applicazione del teorema di equipartizione dell'energia viene frequentemente sfruttata nell'ambito di calcoli teorico-pratici, tenendo però sempre conto delle approssimazioni legate al gas perfetto e all'assunto della non quantizzazione dell'energia (che bisogna prendere in considerazione per calcoli più rigorosi).
Il teorema di equipartizione dell'energia viene anche sfruttato per il calcolo della costante elastica dei cantilever utilizzati in microscopia a forza atomica, mediante il metodo del thermal noise. Il cantilever può essere idealizzato come un solido elastico omogeneo, per cui si considera la sua energia elastica:
{\displaystyle U_{el}={\frac {1}{2}}k{\widehat {z^{2}}}}
dove {\displaystyle k} è la costante elastica del cantilever e {\displaystyle {\widehat {z^{2}}}} la deflessione quadratica media, misurata a partire dalla sua oscillazione termica. Applicando il teorema di equipartizione dell'energia si ottiene quindi la relazione che permette di calcolare la costante elastica {\displaystyle k} al netto di tutti i fattori correttivi a causa di effetti di natura geometrica:
{\displaystyle k={\frac {T}{\widehat {z^{2}}}}}